# Алхазов, Ризван Юсупович
Ризва́н Юсу́пович Алха́зов (28 октября 1965 года, Ишхой-Юрт, Гудермесский район, Чечено-Ингушская АССР, РСФСР, СССР) — чеченский художник, живописец, член Союза художников России (2001 год), Заслуженный художник Чеченской Республики (2020), народный художник Республики Ингушетия, участник республиканских, региональных, зональных, всероссийских и зарубежных выставок.

## Биография
Родился 28 октября 1965 года в селе Ишхой-Юрт Гудермесского района, Чечено-Ингушской АССР. В 1982 году окончил Ишхой-Юртовскую среднюю школу. С 1984 по 1986 год служил в Советской Армии. С 1987 по 1991 год учился в Ивановском химико-технологическом техникуме на художественном отделении по специальности художник-колорист по текстильным изделиям.
С 1991 года начал педагогическую деятельность в одной из детских художественных школ Грозного. В 2000 году назначен директором детской художественной школы № 2 в Грозном. Учащиеся школы неоднократно побеждали на городских, республиканских и международных выставках. С 1996 года является участником всех республиканских выставок проводимых в Чеченской Республике.
В 2002 году с отличием окончил художественно-графическое отделение Чеченского Государственного педагогического института по специальности учитель рисования и черчения.
В 2001 году принят в члены Союза художников Российской Федерации. В 2007 году Указом президента Республики Ингушетия Мурата Зязикова за вклад в развитие изобразительного искусства присвоено звание Народный художник Республики Ингушетия. В 2008 году награждён дипломом Союза художников России за вклад в развитие реалистической живописи России.

## Выставки
- 1998 — выставка молодых художников Чеченской Республики в Грозном;
- 2001 — выставка чеченских художников в академии художеств, Москва;
- 2002 — зональная выставка «Юг России», Краснодар;
- 2005 — персональная выставка в Грозном, 45 живописных и декоративных работ;
- 2005 — выставка чеченских художников в рамках дня культуры Чеченской Республики в Китае;
- 2005 — республиканская выставка, посвященная 60-летию победы в Великой Отечественной войне, Грозный;
- 2006 — выставка «Пространства живописи», Москва;
- 2006 — Всероссийская выставка пейзажа «Образ родины», Вологда;
- 2007 — выставка художников ЮФО «Мир Кавказу», Грозный;
- 2008 — выставка художников ЮФО, Волгоград;
- 2008 — зональная выставка «Юг России», Сочи;
- 2009 — выставка чеченских художников в Государственной думе Российской Федерации, Москва;
- 2010 — выставка художников — преподавателей художественного графического отделения Чеченского государственного пединститута в Оденсе (Дания);
- 2010 — национальная выставка России в Париже;
- 2011 — республиканская выставка, Грозный;
- 2012 — международная выставка, Киев;
- 2013 — международный конкурс живописи, (Лиссабон, Португалия).